# Bahnhof Hamburg-Klein Flottbek

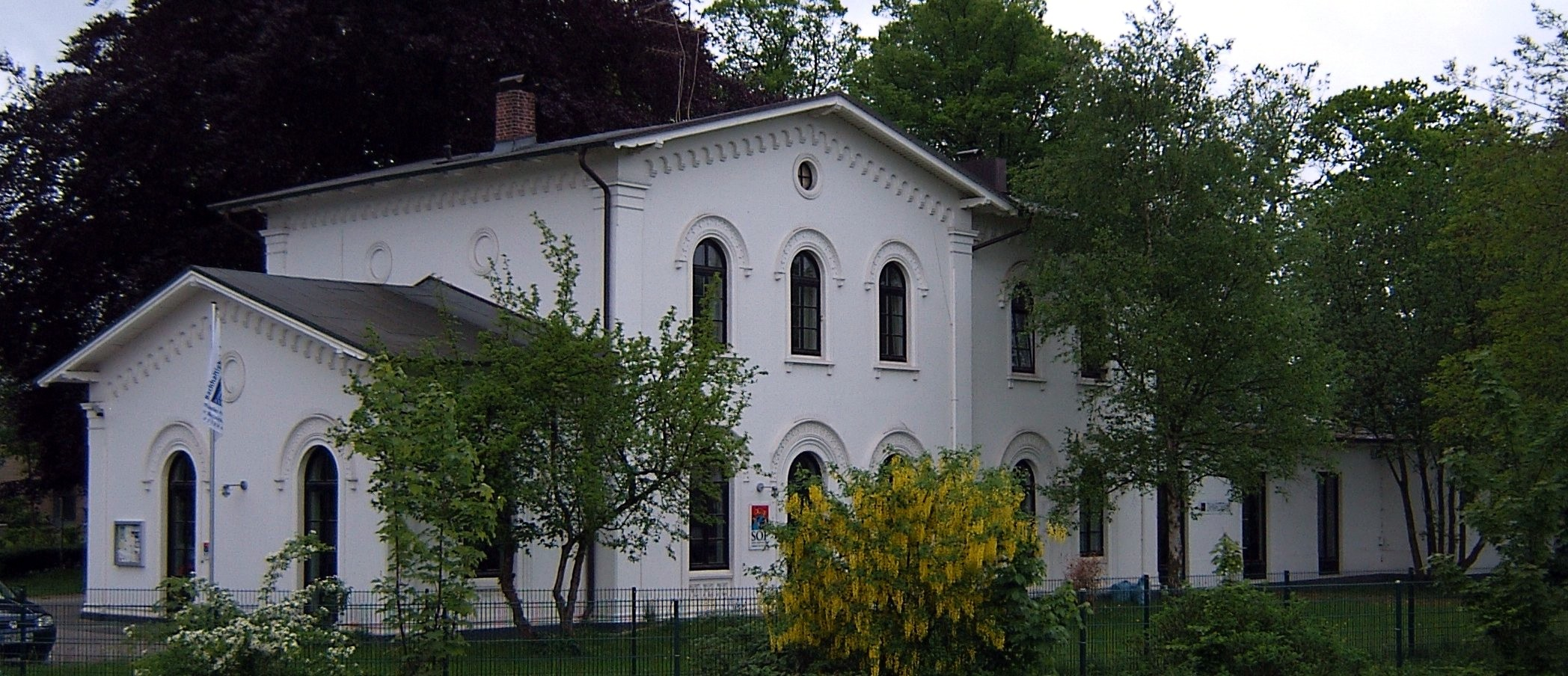
Das ehemalige Bahnhofsgebäude

Der Bahnhof Hamburg-Klein Flottbek ist eine Station der Linie S1 der S-Bahn Hamburg in Klein Flottbek.

## Lage und Name
Der Bahnhof befindet sich in Nienstedten an der nordöstlichen Stadtteilgrenze zu Osdorf in der Gemarkung Klein Flottbek. Nördlich des Bahnhofs befindet sich an der Ohnhorststraße der Loki-Schmidt-Garten – Hamburgs Botanischer Garten – und das Biozentrum der Universität Hamburg, südlich des Bahnhofs liegt an der Jürgensallee der Derbypark Klein Flottbek. Der Bahnhof trägt weiter den Namenszusatz „Botanischer Garten“, die Umbenennung des Gartens nach Loki Schmidt wurde beim Bahnhof (noch) nicht durchgeführt. Allerdings wurde am Bahnhof eine Informationstafel über sie aufgehängt. Auch wurde die nördliche Zugangsrampe des Bahnhofs vor einigen Jahren mit Blumen- und Pflanzenmotiven neu gestaltet.
Die postalische Anschrift des Bahnhofs ist Jürgensallee 66. Der Zugang ist über eine Unterführung gegeben, die von der Jürgensallee und der Straße Am Klein Flottbeker Bahnhof, von Norden kommend über die Ohnhorststraße mit je einer Rampe zu erreichen ist. Außer durch eine Treppe kann der Bahnsteig von der Unterführung über einen Aufzug erreicht werden. Am Bahnhof sind Stellplätze für Fahrräder vorhanden. Eine Bushaltestelle mit Buskehre befindet sich an der Ohnhorststraße.

## Geschichte
Der am 19. Mai 1867 eröffnete Bahnhof entstand mit dem Bau der Altona-Blankeneser Eisenbahn. Es handelte sich ursprünglich um einen Bahnhof für den Personen- und Güterverkehr. Der Zugang zum Bahnsteig war nur durch eine Unterführung vom Bahnhofsgebäude zum Westende des Bahnsteigs gegeben. Der Bahnhof wurde zunächst eingleisig in Betrieb genommen. Von 1894 bis 1898 erfolgte der zweigleisige Ausbau der Strecke. 1895 wurde der Abschnitt Blankenese-Klein Flottbek in Betrieb genommen, 1897 der Abschnitt Klein Flottbek-Altona. Ab 1903 erfolgte die Elektrifizierung, im Januar 1908 verkehrte die Hamburg-Altonaer Stadt- und Vorortbahn hier wie auf der gesamten Strecke nach Blankenese elektrifiziert und ohne schienengleiche Bahnübergänge.
1982 wurde mit der Eröffnung des damaligen „Neuen Botanischen Gartens“ nördlich des Bahnhofs eine neue Buskehre in Betrieb genommen. Auf dem Güterbahnhof, der bis 1984 in Betrieb war, wurden neben Kohle, Pkws oder Bier von der Elbschloss-Brauerei auch Reitpferde für den nahegelegenen Derbyplatz umgeschlagen. Unter anderem hatte die Spedition „Heinrich Bollow“ hier für etliche Jahre ihren Sitz. Nach 1984 wurden die Anlagen schrittweise abgebaut und das Gelände zum Teil neu bebaut. Das alte Zugangsgebäude aus Backstein wurde ab Anfang der 1990er-Jahre abgerissen und die Unterführung mit Rampen zur Ohnhorststraße und zur Jürgensallee neu erbaut; in den 2000er-Jahren wurde ein Aufzug ergänzt. Das alte Zugangsgebäude am Westende des Bahnsteigs war etwas länger als das heutige, und das Bahnhofsdach reichte ursprünglich nicht ganz an dieses heran, sondern befand sich nur in der Bahnsteigmitte. Mit Bau des Aufzugs wurde das bis heute erhaltene Bahnhofsdach auf der westlichen Seite allerdings im ursprünglichen Stil bis zur Zugangsanlage verlängert. Ein kurzer baufälliger Abschnitt an dessen östlichem Ende wurde hingegen entfernt.

## Bau

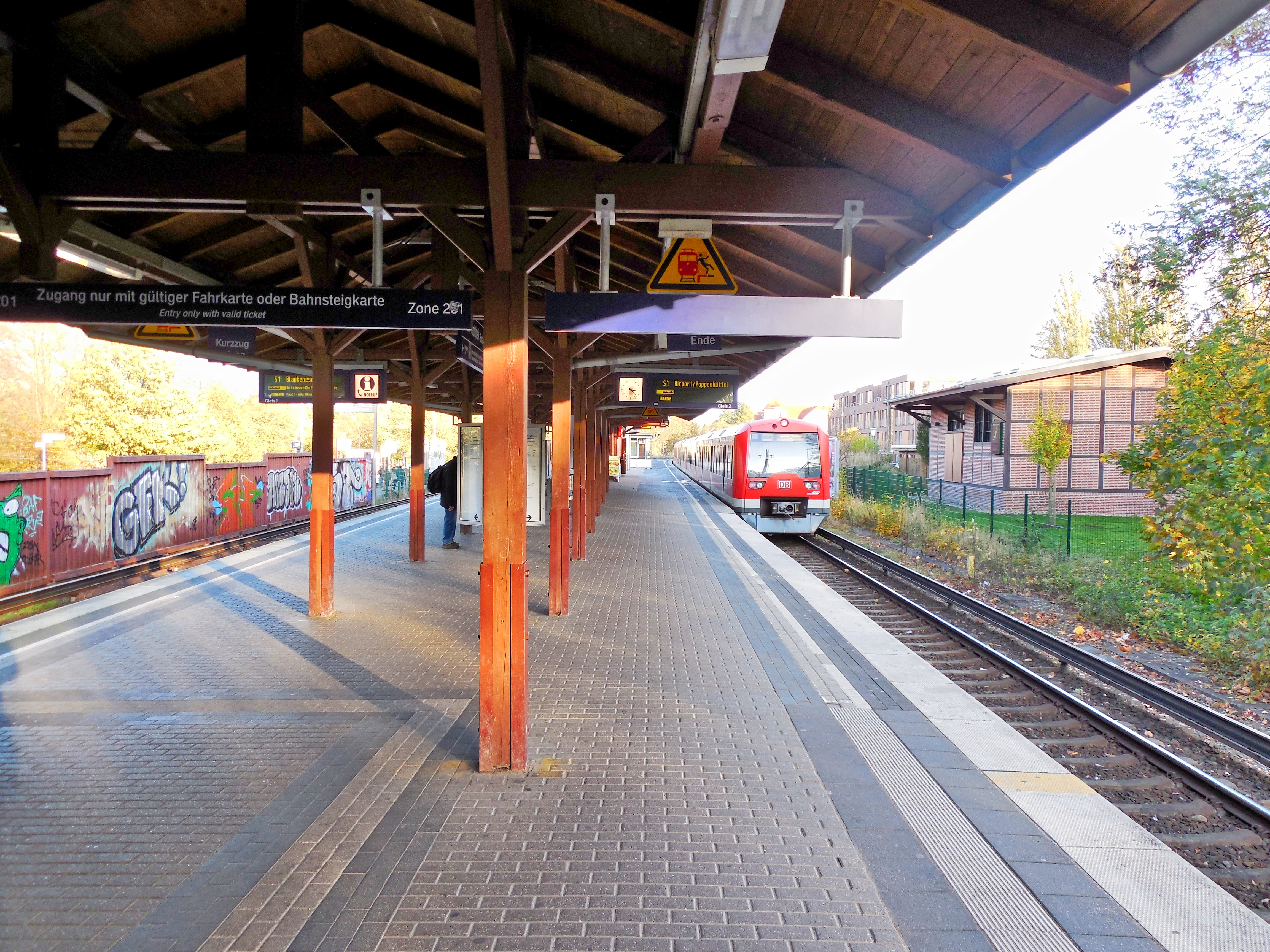
Bahnsteig, rechts im Bild der versetzte und restaurierte Güterschuppen, dahinter der Wohnhausriegel, beides auf dem ehemaligen Gleisfeld des Güterbahnhofs

Das Bahnhofsgebäude in Rundbogenstil südlich der Gleise wurde in den 1990er Jahren renoviert und wird privat genutzt, unter anderem mit Gastronomie und einer Arztpraxis. Es steht heute unter Denkmalschutz. Der Bahnhof besteht seit dem Umbau in den 1890er-Jahren aus zwei durchgehenden Hauptgleisen mit Mittelbahnsteig. Der Güterbahnhof umfasste neben acht parallelen Gleisen eine Laderampe, eine Ladestraße, einen Güterschuppen und ein Bahnwärterhaus. Letzteres ist ebenfalls bis heute westlich des Empfangsgebäudes erhalten. Der 1907 errichtete Fachwerkbau des Güterschuppens stand früher östlich unmittelbar neben dem Bahnwärterhaus an der Jürgensallee. Er wurde allerdings in den 2000er-Jahren ein gutes Stück in Richtung Norden auf das Gelände der ehemaligen Gleisanlagen des Güterbahnhofs versetzt. In dem versetzten Schuppen war dann einige Jahre lang eine Galerie angesiedelt, die jedoch inzwischen nicht mehr existiert. Die Versetzung des Schuppens war notwendig, um auf dem übrigen Gelände des Güterbahnhofs hinter einem etwa zweieinhalb Meter hohen zu Lärmschutzzwecken aufgeschütteten Damm einen modernen Wohnhausriegel erbauen zu können.
Seit der Einführung der Gleichstrom-S-Bahn 1940 gibt es auch ein Gleichrichterwerk in Klein Flottbek. Es war zunächst am südöstlichen Rand des Bahnhofs gelegen, ein größeres fensterloses Backsteingebäude, das heute in etwa zwischen dem ebenfalls neu erbauten Seniorenwohnheim und dem genannten Wohnhausriegel gelegen wäre. Das Gleichrichterwerk wurde in den 1990er-Jahren am Westrand des Bahnhofs neu erbaut und das alte Gebäude danach abgerissen. Es handelt sich beim heutigen Gebäude um einen modernen, ebenfalls teils fensterlosen Bau mit Spitzdach und Bahnfunkmast nahe dem Zugang an der Jürgensallee.
Das Fahrdienstleiterstellwerk Fb befindet sich bis heute im ehemaligen Abfertigungsgebäude auf dem Bahnsteig in Betrieb. Zudem gab es auf dem Bahnsteig früher, wie auch in Hochkamp, Othmarschen und Bahrenfeld eine kleine Bahnhofskneipe. Heute befindet sich hier ein „DB-Servicestore“. An der Ohnhorststraße ist ein in den 1990er-Jahren errichtetes, zweistöckiges kostenpflichtiges Park-&-Ride-Parkhaus mit 255 Plätzen zu finden.

## Betrieb
Der Bahnhof wird von Zügen der Linie S1 der Hamburger S-Bahn bedient.
| Linie | Verlauf |
| ----- | --- |
| S 1   | Wedel – Rissen – Sülldorf – Iserbrook – Blankenese – Hochkamp – Klein Flottbek – Othmarschen – Bahrenfeld – Ottensen – Altona – Königstraße – Reeperbahn – Landungsbrücken – Stadthausbrücke – Jungfernstieg – Hauptbahnhof – Berliner Tor – Landwehr – Hasselbrook – Wandsbeker Chaussee – Friedrichsberg – Barmbek – Alte Wöhr (Stadtpark) – Rübenkamp – Ohlsdorf \ Streckenast Poppenbüttel – Kornweg (Klein Borstel) – Hoheneichen – Wellingsbüttel – Poppenbüttel / Streckenast Flughafen – Hamburg Airport (Flughafen) |

Außerdem wird der S-Bahnhof Klein Flottbek von den Buslinien 115 und 21 bedient. Seit Sommer 1982 fuhr hier die stark frequentierte Linie 184 (heute Metrobuslinie 21) zum Osdorfer Born bzw. Schnelsen, Königskinderweg ab. Deren Startpunkt wurde aufgrund der Zeitersparnis vom benachbarten Bahnhof Othmarschen hierher verlegt. Aktuell (Januar 2024) ist Busanschluss an folgende Linien möglich:
| Linie | Verlauf |
| ----- | --- |
| 21    | Teufelsbrück (Fähre) – S Klein Flottbek – Elbe-Einkaufszentrum – Schenefelder Platz – S Elbgaustraße – Eidelstedter Platz – U Niendorf Nord |
| 115   | S Klein Flottbek – S Othmarschen – Altona – S Reeperbahn – S Holstenstraße – Eidelstedter Platz                                             |